# Demba Sanyang (Fußballspieler)
Demba Sanyang (* 27. November 1987 in Banjul) ist ein ehemaliger gambischer Fußballspieler.

## Karriere

### Verein
Sanyang begann seine Karriere in der Heimat beim Steve Biko FC und wechselte von dort 2008 zum finnischen Zweitligisten Kokkolan Palloveikot, wo er jedoch nur ein Jahr spielte und zu drei Ligaeinsätzen kam. Anschließend ging er eine Saison weiter zum schwedischen Amateurverein Sollentuna United FK in die Viertklassigkeit. Sein 2010 auslaufender Vertrag wurde dort nicht verlängert und ein nachfolgender Verein ist nicht mehr bekannt.

### Nationalmannschaft
Am 15. Dezember 2012 debütierte Sanyang in der gambischen A-Nationalmannschaft bei einem Testspiel gegen Angola (1:1). Vorher war der Mittelfeldspieler auch schon für die U-20-Auswahl seines Landes aktiv gewesen.